# Mille Miglia 1929
La Mille Miglia 1929 è stata una corsa automobilistica di velocità su strada.
Disputata tra il 13 e il 14 aprile 1929 su un percorso stradale da Brescia a Roma e ritorno venne vinta da Giuseppe Campari e Giulio Ramponi che coprirono l'intera distanza di 1621 km su un'Alfa Romeo 6C 1750 SS Spider Zagato ufficiale in 18 ore 4 minuti e 25 secondi alla velocità media di 89,688 chilometri orari.

## Categorie
Le vetture erano suddivise in classi in base alla cilindrata. Si iscrissero 108 concorrenti, di questi 81 presero il via da Brescia e solo 42 di loro completarono il percorso.
| Sigla | Categoria            |
| ----- | -------------------- |
| S 1.1 | Sport entro 1100 cm3 |
| S 1.5 | Sport entro 1500 cm3 |
| S 2.0 | Sport entro 2000 cm3 |
| S 3.0 | Sport entro 3000 cm3 |
| S 5.0 | Sport entro 5000 cm3 |

## Percorso
Rispetto al tracciato dell'anno precedente il percorso subì delle piccole modifiche.
Brescia — Montichiari — Asola — Canneto sull'Oglio — Piadena — Casalmaggiore — Parma — Reggio Emilia — Modena — Bologna — Passo della Raticosa — Passo della Futa — Firenze — San Casciano in Val di Pesa — Poggibonsi — Siena — San Quirico d'Orcia — Radicofani — Bolsena — Viterbo — Monterosi — Madonna di Bracciano — Roma — Civita Castellana — Narni — Terni — Valico della Somma — Spoleto — Foligno — Perugia — Gubbio — Fossato di Vico — Fabriano — Castelraimondo — Tolentino — Macerata — Villa Potenza — Loreto — Ancona — Senigallia — Fano — Pesaro — Rimini — Cesena — Forlì — Faenza — Imola — Bologna — Ferrara — Rovigo — Monselice — Padova — Noale — Treviso — Cornuda — Feltre — Primolano — Bassano — Marostica — Vicenza — Lonigo — Verona — Peschiera del Garda — Desenzano del Garda — Brescia.
Così modificato il tracciato raggiunse una distanza complessiva di 1621,000 km; 2,800 in più rispetto all'anno precedente dovuti essenzialmente a piccole deviazioni.

## Gara

### Resoconto
Il percorso della terza edizione della Mille Miglia non venne modificato ma gli iscritti si ridussero leggermente, escludendo quasi completamente i concorrenti stranieri, anche a causa della concorrenza del Gran Prix di Monaco, organizzato nello stesso fine settimana. Anche per queste assenze le concorrenti più accreditate per la vittoria finale rimanevano le Alfa Romeo e le OM, entrambe vincitrici di una delle due edizioni precedenti della gara.

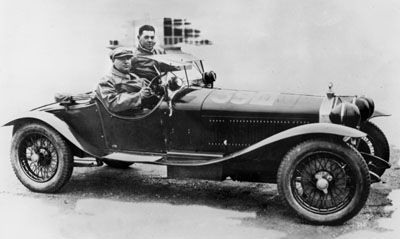
L'Alfa Romeo 6C 1750 SS Testa Fissa Spider Zagato ufficiale con i vincitori Giuseppe Campari e Giulio Ramponi

Le nuove Alfa Romeo 6C 1750 SS Testa Fissa Spider Zagato, dotate del compressore e assistite direttamente dall'Alfa Romeo, vennero affidate ad equipaggi di primo livello come quello composto dal campione in carica Giuseppe Campari e Giulio Ramponi e dal primo campione Ferdinando Minoja con Attilio Marinoni, da Achille Varzi, con Gioacchino Colombo, da Gastone Brilli-Peri, in coppia con Carlo Canavesi, e dalla "baronessa" Maria Antonietta Avanzo, in gara con Carlo Bruno. Sempre su delle 6C 1750 vi erano anche i veloci Cortese - Guatta, Bornigia - Pintacuda, Carraroli - Munaron e Benini - Caruso. Con la stessa auto, ma con cilindrata ridotta a 1,5 litri per rientrare nella categoria omonima, correvano Francesco Pirola, con Giovanni Battista Guidotti, ed Elio Scampini, con Bogani.
Tra gli avversari più temibili delle Alfa Romeo vi era la squadra OM, con le 665 "Superba" S MM Spider, composta dagli equipaggi Morandi - Rosa, Foresti - Coffani, Danieli - Serboli, Arcangeli - Bassi, Nuvolari - Greggio, Ghersi - Guerrini (tre assi automobilistici) e due dei fondatori della corsa, Mazzotti - Maggi. La Lancia schierò ufficiosamente le sue Lambda 8ª serie 221, alcune spider Casaro con speciale testata Romagnoni & Pirotta, per i temibili Ermenegildo Strazza e Attilio Varallo insieme a Gismondi - Valsania, Giacosa - Lazzari e Scarfiotti - Lasagna; da segnalare infine la Lambda berlina guidata dall'attrice Mimì Aylmer in coppia con Stigniasacchi. Da soli partivano Mario Umberto Baconin Borzacchini ed Ernesto Maserati su una Maserati tipo 26 B MM Sport molto veloce e Giorgio Ambrosini e Piero Dusio su una Fiat 521 elaborata dal pilota stesso.

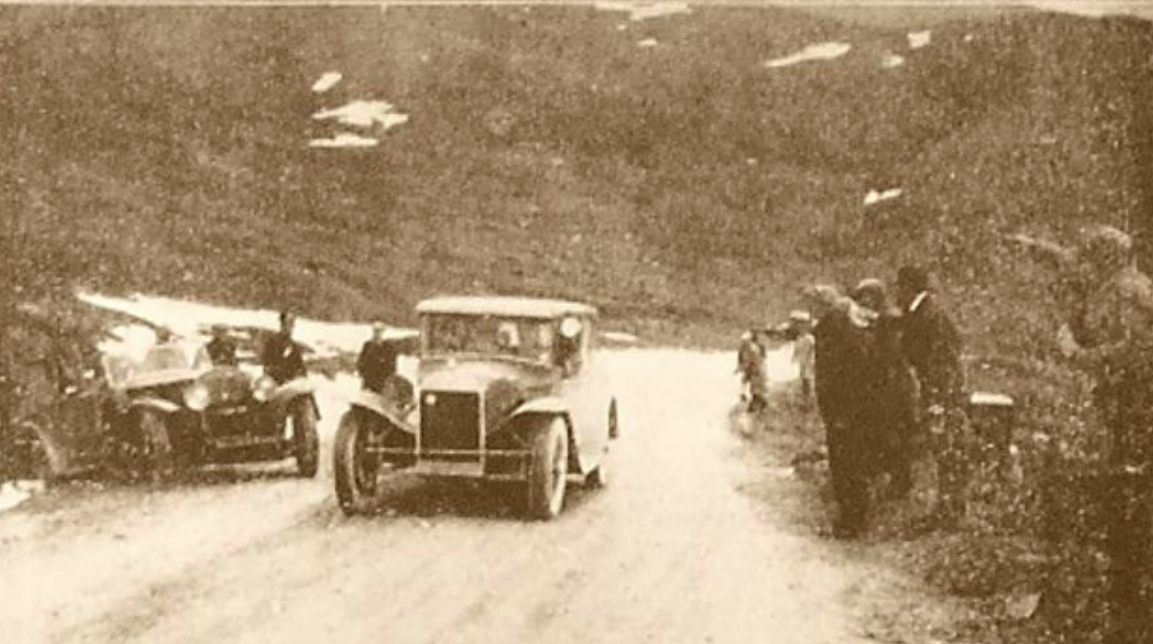
La Lancia Lambda berlina di Mimì Aylmer ed Eugenio Stigniasacchi mentre supera il passo della Raticosa

Tra le 1100 partirono oltre 25 Fiat 509 su diversi livelli di preparazione insieme ad altre concorrenti straniere come una Peugeot 5CV tipo MM e due Salmson, di cui una per Luigi Fagioli, mentre tra le 5000 vi erano due vetture americane, una Chrysler 72 e una Buick.
La partenza viene data alle 11 del mattino e la gara inizia a ritmo sostenuto, causando ritiri importanti come quelli di Mazzotti - Maggi e della baronessa d'Avanzo, dovuti a problemi meccanici, e di Nuvolari, per uscita di strada nei pressi di Piadena. A Bologna sorprendentemente è prima la Maserati 26 M Sport di Maserati e Borzacchini, seguita dalle Alfa Romeo 6C 1750 SS di Campari - Ramponi, Varzi -Colombo e Brilli-Peri - Canavesi e Bornigia - Pintacuda, poi dalla OM 665 "Superba" S MM di Morandi - Rosa e dalla Lancia Lambda di Strazza - Varallo. Sulle strade "di casa" Brilli-Peri rompe la macchina e si deve ritirare nel tentativo di attaccare la Maserati in prima posizione, che arriva per prima anche al controllo orario di Roma.

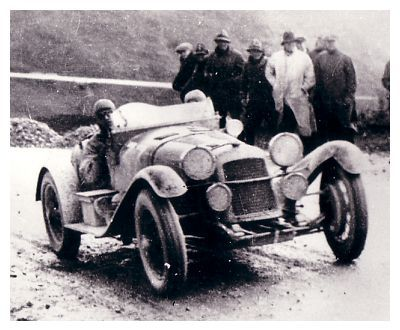
La Maserati tipo 26 B MM Sport di Baconin Borzacchini ed Ernesto Maserati, autori di un'ottima prima parte di gara, mentre valica il passo della Futa

Al giro di boa della Capitale dietro la Maserati di Maserati - Borzacchini si trovano l'Alfa Romeo 6C 1750 SS di Campari - Ramponi a 4 minuti, quella di Minoja - Marinoni a 20 e infine quella di Varzi - Colombo a 40. Sulla via del ritorno a Brescia la Maserati tipo 26 B MM Sport si deve ritirare a Terni, proprio sulle ben conosciute strade dell'Umbria dove Baconin Borzacchini aveva tentato di continuare ad aumentare il suo vantaggio sulle Alfa Romeo, che adesso hanno strada libera. Ad Ancona infatti Campari è primo, seguito dalla Lancia Lambda Spider Casaro di Strazza - Varallo a 22 minuti e dall'Alfa Romeo di Minoja - Marinoni, rallentata dall'investimento di un cane che ha danneggiato gravemente l'assale anteriore.
Campari - Ramponi sono ancora primi al secondo passaggio da Bologna, inseguiti dalla prima OM 665 "Superba" S MM di Morandi - Rosa a 22 minuti, dalla Lancia Lambda di Strazza - Varallo a 30 e da una delle altre Alfa Romeo 6C 1750 SS di Varzi - Colombo a 36. Quest'ultimo equipaggio, sulle strade del Veneto dove Campari mantiene la testa della gara nonostante due forature impreviste, riesce a recuperare e a sorpassare la Lancia Lambda di Strazza - Varallo, arrivando a Brescia con soli due minuti di ritardo sulla OM seconda classificata.
Dopo 1621,0 km di gara l'Alfa Romeo 6C 1750 SS Testa Fissa Spider Zagato ufficiale di Giuseppe Campari e Giulio Ramponi tagliò il traguardo a Brescia dopo 18 ore 4 minuti 23 secondi, stabilendo un nuovo record, seguito dalla OM 665 "Superba" S MM di Giuseppe Morandi e Archimede Rosa e da un'altra Alfa Romeo 6C 1750 SS Testa Fissa Spider Zagato di Achille Varzi e Gioacchino Colombo.
Al quarto posto e primi di classe 3.0 litri si classificano Ermenegildo Strazza e Attilio Varallo sulla loro Lancia Lambda spider Casaro mentre quinti arrivano Pietro Ghersi e Guerrini, su una OM 665 "Superba" S MM. Tutte le posizioni dal sesto al decimo posto furono occupate dalle Alfa Romeo 6C 1750 SS Spider Zagato di Minoja - Marinoni, Natali - Zampieri, Carraroli - Munaron, Cortese - Guatta e Bornigia - Pintacuda. Primi di classe 1.5 litri e tredicesimi assoluti arrivarono Francesco Pirola e il collaudatore della casa Giovanni Battista Guidotti su un'Alfa Romeo 6C 1500 SS Siluro Ghia.
Primi tra le vetture fino a 5.0 litri e 22° assoluti si classificarono Giocchino Leonardi ed Ezio Barbieri su una Chrysler 72. Le Fiat 509 S dominarono la classe 1,1 litri con 7 esemplari nei primi 7 posti, con i vincitori Tamburi e Ricceri classificatesi 26° assoluti.

### Risultati[1][3]
| Pos. | N°  | Equipaggio                                  | Vettura                                | Scuderia | Tempo/Ritiro | Categoria |
| ---- | --- | ------------------------------------------- | -------------------------------------- | -------- | ------------ | --------- |
| 1    | 39  | Giuseppe Campari Giulio Ramponi             | Alfa Romeo 6C 1750 SS tf Spider Zagato |          | 18h04'23"0   | S 2.0     |
| 2    | 61  | Giuseppe Morandi Archimede Rosa             | OM 665 "Superba" S MM                  |          | 18h14'14"0   | S 2.0     |
| 3    | 73  | Achille Varzi Gioacchino Colombo            | Alfa Romeo 6C 1750 SS tf Spider Zagato |          | 18h16'14"4   | S 2.0     |
| 4    | 79  | Ermenegildo Strazza A. Varallo              | Lancia Lambda spider Casaro            |          | 18h17'41"4   | S 3.0     |
| 5    | 86  | Pietro Ghersi G. Guerrini                   | OM 665 "Superba" S MM                  |          | 18h55'08"0   | S 3.0     |
| 6    | 43  | Ferdinando Minoja Attilio Marinoni          | Alfa Romeo 6C 1750 SS tf Spider Zagato |          | 19h01'44"0   | S 2.0     |
| 7    | 98  | Gualtiero Natali Alfonso Zampieri           | Alfa Romeo 6C 1750 SS                  |          | 19h04'37"0   | S 2.0     |
| 8    | 53  | Guglielmo Carraroli R. Munaron              | Alfa Romeo 6C 1750 SS                  |          | 19h07'42"0   | S 2.0     |
| 9    | 100 | Franco Cortese Angelo Guatta                | Alfa Romeo 6C 1750 SS tf Spider Zagato |          | 19h16'46"0   | S 2.0     |
| 10   | 102 | A. Bornigia Carlo Maria Pintacuda           | Alfa Romeo 6C 1750 SS Spider Zagato    |          | 19h17'17"0   | S 2.0     |
| 11   | 90  | Luigi Scarfiotti F. Lasagna                 | Lancia Lambda                          |          | 19h20'59"0   | S 3.0     |
| 12   | 85  | Tazio Nuvolari Nino Greggio                 | OM 665 "Superba" S MM                  |          | 19h40'02"4   | S 2.0     |
| 13   | 76  | Francesco Pirola Giovanni Battista Guidotti | Alfa Romeo 6C 1500 SS Siluro Ghia      |          | 19h40'36"4   | S 1.5     |
| 14   | 41  | Luigi Gismondi G. Valsania                  | Lancia Lambda spider Casaro            |          | 19h43'37"4   | S 3.0     |
| 15   | 93  | L. Beretta E. Fumagalli                     | Alfa Romeo 6C 1500 SS                  |          | 20h36'16"4   | S 1.5     |
| 16   | 75  | Giulio Foresti Vincenzo Coffani             | OM 665 "Superba" S MM                  |          | 20h45'20"0   | S 2.0     |
| 17   | 71  | Elio Scampini A. Bogani                     | Alfa Romeo 6C 1500 SS                  |          | 20h45'57"0   | S 1.5     |
| 18   | 42  | A. Negroni Carlo Sozzi                      | Alfa Romeo 6C 1500 SS                  |          | 21h31'59"0   | S 1.5     |
| 19   | 83  | « Cip » Vincenzo Trucco                     | Lancia Lambda testa R.P.               |          | 21h57'17"4   | S 3.0     |
| 20   | 40  | A. Muro G. Beltramelli                      | OM 665 "Superba" S MM                  |          | 21h57'53"0   | S 2.0     |
| 21   | 97  | O. Peverelli C. Dell'Orto                   | Alfa Romeo 6C 1750 SS                  |          | 22h33'34"2   | S 2.0     |
| 22   | 35  | Gioacchino Leonardi Ezio Barbieri           | Chrysler 72                            |          | 22h43'25"0   | S 5.0     |
| 23   | 58  | G. Francesconi C. Vaiarini                  | OM 665 "Superba" S MM                  |          | 22h48'11"0   | S 2.0     |
| 24   | 54  | E. Ricchetti G. Ferluga                     | Bugatti Tipo 43                        |          | 23h20'59"0   | S 3.0     |
| 25   | 44  | Giorgio Ambrosini Piero Dusio               | Fiat 521 Siata "corto"                 |          | 23h39'12"2   | S 3.0     |
| 26   | 20  | Ernesto Tamburi C. Ricceri                  | Fiat 509 S                             |          | 24h13'22"0   | S 1.1     |
| 27   | 4   | Piero Bucci M. Cingolani                    | Fiat 509 S                             |          | 24h21'19"0   | S 1.1     |
| 28   | 29  | Luigi Apollonio L. Gagliardini              | Fiat 509 S                             |          | 24h34'34"0   | S 1.1     |
| 29   | 57  | Mimì Aylmer E. Strignasacchi                | Lancia Lambda berlina                  |          | 24h51'39"0   | S 3.0     |
| 30   | 23  | Alfredo Ferrarin V. Monti                   | Fiat 509                               |          | 25h13'07"4   | S 1.1     |
| 31   | 87  | Umberto Klinger C. Guglielmini              | OM 665 "Superba" S                     |          | 25h25'51"4   | S 2.0     |
| 32   | 45  | A. Facchetti Z. Maffezzoni                  | Fiat 520                               |          | 25h42'02"4   | S 3.0     |
| 33   | 3   | Antonio Zanelli G. Annunziati               | Fiat 509 S                             |          | 25h42'59"0   | S 1.1     |
| 34   | 92  | F. Artelli A. Maturi                        | Alfa Romeo RL SS                       |          | 25h49'26"0   | S 5.0     |
| 35   | 17  | F. Lecchini P. Simoni                       | Fiat 509 S                             |          | 27h39'44"0   | S 1.1     |
| 36   | 26  | Oreste De Martis Tucci                      | Fiat 509 S                             |          | 28h16'13"0   | S 1.1     |
| 37   | 104 | M. Peretti L. Lupini                        | Buick                                  |          | 28h30'26"0   | S 5.0     |
| 38   | 48  | « "Frate Ignoto" » A. Viscardi              | Lancia Lambda berlina                  |          | 28h50'08"4   | S 3.0     |
| 39   | 11  | S. Tibida U. Suvieri                        | Derby 1100                             |          | 30h10'39"0   | S 1.1     |
| 40   | 6   | F. Ratti E. Bolognesi                       | Fiat 509 S                             |          | 30h50'21"2   | S 1.1     |
| 41   | 9   | R. Tinarelli V. Marinoni                    | Peugeot 5 CV tipo MM                   |          | 30h58'08"4   | S 1.1     |
| 42   | 7   | C. Dugnani G. Casellato                     | Fiat 509 S                             |          | 32h15'34"0   | S 1.1     |
| Rit. | 1   | Giuseppe Rossi R. Battioni                  | Fiat 509 S                             |          |              | S 1.1     |
| Rit. | 2   | Luigi Fagioli G. Pecoraro                   | Salmson 1100                           |          |              | S 1.1     |
| Rit. | 5   | Sebastiano Manzoni Umberto Capello          | Fiat 509 S                             |          |              | S 1.1     |
| Rit. | 10  | S. Montanari A. Mondini                     | Fiat 509 S                             |          |              | S 1.1     |
| Rit. | 12  | G. Rivola N. Rossi                          | Salmson 1100                           |          |              | S 1.1     |
| Rit. | 14  | R. Mariani M. Ielmini                       | Fiat 509 S                             |          |              | S 1.1     |
| Rit. | 15  | G. Martinelli Emilio Romano                 | Fiat 509 S                             |          |              | S 1.1     |
| Rit. | 21  | Giuseppe Gilera B. Ghiringhelli             | Fiat 509 S                             |          |              | S 1.1     |
| Rit. | 24  | U. Palomba U. Zezzi                         | Fiat 509 S                             |          |              | S 1.1     |
| Rit. | 27  | P. Perelli C. Tonello                       | Fiat 509 S                             |          |              | S 1.1     |
| Rit. | 28  | C. Savelli A. Casali                        | Fiat 509 S                             |          |              | S 1.1     |
| Rit. | 30  | A. Marchesini A. Manganelli                 | Fiat 509 S                             |          |              | S 1.1     |
| Rit. | 33  | Pierluigi Alessandrini Camillo Alessandrini | Lancia Lambda                          |          |              | S 3.0     |
| Rit. | 34  | M. Sorrentino G. Muzzicato                  | Lancia Lambda                          |          |              | S 3.0     |
| Rit. | 37  | Baconin Borzacchini Ernesto Maserati        | Maserati Tipo 26                       | Maserati |              | S 1.5     |
| Rit. | 38  | A. Cuman C. Macchini                        | Bugatti Tipo 37                        |          |              | S 3.0     |
| Rit. | 46  | Aymo Maggi Franco Mazzotti                  | OM 665 "Superba" S MM                  |          |              | S 2.0     |
| Rit. | 47  | Gastone Brilli-Peri Carlo Canavesi          | Alfa Romeo 6C 1750 SS Spider Zagato    |          |              | S 2.0     |
| Rit. | 49  | E. Benini Rodolfo Caruso                    | Alfa Romeo 6C 1750 SS Spider Zagato    |          |              | S 2.0     |
| Rit. | 50  | A. Bacchilega G. Brighetti                  | Lancia Lambda                          |          |              | S 3.0     |
| Rit. | 51  | Antonio Masperi A. Barrés                   | Bugatti Tipo 43                        |          |              | S 3.0     |
| Rit. | 52  | M. Dafarra M. Medoni                        | Lancia Lambda testa R.P.               |          |              | S 3.0     |
| Rit. | 56  | M. Antolini C. Lissoni                      | Lancia Lambda testa R. P.              |          |              | S 3.0     |
| Rit. | 59  | Emilio Giacosa Antonio Lazzari              | Lancia Lambda                          |          |              | S 3.0     |
| Rit. | 60  | « Perfecta » « Vanderschild »               | Voisin 3000                            |          |              | S 3.0     |
| Rit. | 62  | T. Ghirardi C. Lombardi                     | Lancia Lambda                          |          |              | S 3.0     |
| Rit. | 65  | Cesiro Longoni Ugo Marangoni                | Jordan Blue Boy                        |          |              | S 5.0     |
| Rit. | 72  | Giuseppe Guerrero S. Bertanza               | Lancia Lambda                          |          |              | S 3.0     |
| Rit. | 77  | C. Rocchi G. Cudelli                        | Alfa Romeo 6C 1500 SS                  |          |              | S 1.5     |
| Rit. | 80  | Gualtieri Garagnani Cesare Renzi            | Bugatti Tipo 37                        |          |              | S 3.0     |
| Rit. | 82  | G. Moretti Ercole Piva                      | Alfa Romeo 6C 1750 SS                  |          |              | S 2.0     |
| Rit. | 84  | Luigi Arcangeli Angelo Bassi                | OM 665 "Superba" S MM                  |          |              | S 3.0     |
| Rit. | 89  | Mario Mazzacurati Amedeo Bignami            | Bugatti Tipo 35                        |          |              | S 3.0     |
| Rit. | 91  | « Fanelli » Carlo Gazzabini                 | OM 665 "Superba" S MM                  |          |              | S 3.0     |
| Rit. | 94  | Maria Antonietta Avanzo Carlo Bruno         | Alfa Romeo 6C 1750 SS                  |          |              | S 2.0     |
| Rit. | 96  | A. Griffini R. Formenti                     | Alfa Romeo 6C 1750 SS                  |          |              | S 2.0     |
| Rit. | 99  | Tino Danieli Roberto Serboli                | OM 665 "Superba" S MM                  |          |              | S 3.0     |
| Rit. | 101 | Cesare Pastore I. Ghizzi                    | Lancia Lambda                          |          |              | S 3.0     |
| Rit. | 107 | G. Favero P. Cairati                        | Lorraine-Dietrich tipo B/3/6           |          |              | S 3.0     |
| Rit. | 108 | A. Tarabini E. Baciocchi                    | Alfa Romeo 6C 1500 SS                  |          |              | S 1.5     |
| NP   | 8   | Antonio Tommasini I. Montesi                | Lombard tipo AL3                       |          |              | S 1.1     |
| NP   | 13  | Bartolo Ferrari                             | Fiat 509 S                             |          |              | S 1.1     |
| NP   | 16  | G. Lettieri                                 | Fiat 509 S                             |          |              | S 1.1     |
| NP   | 18  | C. Lissoni « Tagliabue »                    | Bollack Netter et compagnie 1100       |          |              | S 1.1     |
| NP   | 19  | « Bormioli » G. Pedrotti                    | Fiat 509 S                             |          |              | S 1.1     |
| NP   | 22  | G. Bellini                                  | Peugeot 5CV tipo MM                    |          |              | S 1.1     |
| NP   | 31  | Clemente Biondetti Mario Moradei            | Salmson 1100                           |          |              | S 1.1     |
| NP   | 32  | Eugenio Beria d'Argentine Pietro Garro      | Itala Tipo 65                          |          |              | S 3.0     |
| NP   | 36  | Carlo Bucchetti S. Felicioni                | Itala Tipo 65                          |          |              | S 3.0     |
| NP   | 55  | Carlo Castelbarco                           | Bugatti Tipo 43                        |          |              | S 3.0     |
| NP   | 63  | Giovanni Minozzi                            | Bugatti Tipo 43                        |          |              | S 3.0     |
| NP   | 66  | « Confienti »                               | OM 665 "Superba" S MM                  |          |              | S 3.0     |
| NP   | 68  | Pino Griffini                               | Lancia Lambda                          |          |              | S 3.0     |
| NP   | 69  | Manuel de Teffé                             | Alfa Romeo 6C 1500 SS                  |          |              | S 1.5     |
| NP   | 88  | Antonio Moriondo Rino Casarotti             | Itala Tipo 65                          |          |              | S 3.0     |
| NP   | 103 | M. Natili T. Vaida                          | Alfa Romeo 6C 1500 SS                  |          |              | S 1.5     |